# Masuda Yutaro
Yutaro Masuda (sinh ngày 27 tháng 3 năm 1985) là một cầu thủ bóng đá người Nhật Bản.

## Sự nghiệp câu lạc bộ
Yutaro Masuda đã từng chơi cho MIO Biwako Shiga và SC Sagamihara.